# Naturbahnrodel-Weltcup 2017/18
Der Naturbahnrodel-Weltcup 2017/18 begann am 2. Dezember 2017 traditionell mit einem Parallel-Bewerb in Kühtai (AUT). Auf die WM-Generalprobe in Latzfons (ITA) folgte Weltcup Nr. 3 im Passeiertal (ITA), Weltcup Nr. 4 in St. Sebastian (AUT) und die Klassiker in Deutschnofen (ITA) und Umhausen (AUT). Es wurden in vier Disziplinen sechs Rennen ausgetragen. Erstmals in der Geschichte des Naturbahnrodel-Weltcups erreicht die Anzahl der teilnehmenden Nationen die Anzahl von 23 Nationalverbänden.
Höhepunkt der Saison war die Naturbahnrodel-Europameisterschaft 2018 in auf der Winterleiten im steirischen Obdach (AUT).

## Damen-Einsitzer
| Datum                    | Ort           | Siegerin         | Zweite                 | Dritte                 |
| ------------------------ | ------------- | ---------------- | ---------------------- | ---------------------- |
| 2. bis 3. Dezember 2017  | Kühtai        | Greta Pinggera   | Tina Unterberger       | Evelin Lanthaler       |
| 5. bis 7. Januar 2018    | Latzfons      | Evelin Lanthaler | Greta Pinggera         | Alexandra Pfattner     |
| 12. bis 14. Januar 2018  | Passeiertal   | Evelin Lanthaler | Jekaterina Lawrentjewa | Greta Pinggera         |
| 19. bis 21. Januar 2018  | St. Sebastian | Evelin Lanthaler | Greta Pinggera         | Michelle Diepold       |
| 26. bis 28. Januar 2018  | Deutschnofen  | Greta Pinggera   | Evelin Lanthaler       | Jekaterina Lawrentjewa |
| 15. bis 17. Februar 2018 | Umhausen      | Evelin Lanthaler | Sara Bachmann          | Tina Unterberger       |

| Rang | Name                   | Punkte |
| ---- | ---------------------- | ------ |
| 01   | Evelin Lanthaler       | 555    |
| 02   | Greta Pinggera         | 440    |
| 03   | Tina Unterberger       | 380    |
| 04   | Michelle Diepold       | 341    |
| 05   | Jekaterina Lawrentjewa | 303    |
| 06   | Darja Malejewa         | 277    |
| 07   | Alexandra Pfattner     | 269    |
| 08   | Michaela Niemetz       | 225    |
| 09   | Daniela Mittermair     | 218    |
| 10   | Anastasiya Slyusar     | 198    |

## Herren-Einsitzer
| Datum                    | Ort           | Sieger              | Zweiter             | Dritter             |
| ------------------------ | ------------- | ------------------- | ------------------- | ------------------- |
| 2. bis 3. Dezember 2017  | Kühtai        | Thomas Kammerlander | Patrick Pigneter    | Alex Gruber         |
| 5. bis 7. Januar 2018    | Latzfons      | Patrick Pigneter    | Thomas Kammerlander | Alex Gruber         |
| 12. bis 14. Januar 2018  | Passeiertal   | Alex Gruber         | Thomas Kammerlander | Patrick Pigneter    |
| 19. bis 21. Januar 2018  | St. Sebastian | Thomas Kammerlander | Alex Gruber         | Michael Scheikl     |
| 26. bis 28. Januar 2018  | Deutschnofen  | Alex Gruber         | Patrick Pigneter    | Thomas Kammerlander |
| 15. bis 17. Februar 2018 | Umhausen      | Thomas Kammerlander | Patrick Pigneter    | Alex Gruber         |

| Rang | Name                | Punkte |
| ---- | ------------------- | ------ |
| 01   | Thomas Kammerlander | 540    |
| 02   | Alex Gruber         | 495    |
| 03   | Patrick Pigneter    | 485    |
| 04   | Michael Scheikl     | 323    |
| 05   | Grigori Bukin       | 273    |
| 06   | Stefan Federer      | 267    |
| 06   | Florian Glatzl      | 267    |
| 08   | Florian Clara       | 256    |
| 09   | Alexander Jegorow   | 253    |
| 10   | Christian Schopf    | 203    |

## Doppelsitzer
| Datum                    | Ort           | Sieger     | Sieger                         | Zweite     | Zweite                         | Dritte     | Dritte                         |
| ------------------------ | ------------- | ---------- | ------------------------------ | ---------- | ------------------------------ | ---------- | ------------------------------ |
| 2. bis 3. Dezember 2017  | Kühtai        | Italien    | Patrick Pigneter Florian Clara | Osterreich | Rupert Brüggler Tobias Angerer | Russland   | Pawel Porschnew Iwan Lasarew   |
| 5. bis 7. Januar 2018    | Latzfons      | Italien    | Patrick Pigneter Florian Clara | Russland   | Pawel Porschnew Iwan Lasarew   | Russland   | Alexander Jegorow Pjotr Popow  |
| 12. bis 14. Januar 2018  | Passeiertal   | Italien    | Patrick Pigneter Florian Clara | Russland   | Alexander Jegorow Pjotr Popow  | Italien    | Armin Folie Simone Gaio        |
| 19. bis 21. Januar 2018  | St. Sebastian | Italien    | Patrick Pigneter Florian Clara | Russland   | Alexander Jegorow Pjotr Popow  | Osterreich | Rupert Brüggler Tobias Angerer |
| 26. bis 28. Januar 2018  | Deutschnofen  | Osterreich | Rupert Brüggler Tobias Angerer | Russland   | Pawel Porschnew Iwan Lasarew   | Russland   | Alexander Jegorow Pjotr Popow  |
| 15. und 17. Februar 2018 | Umhausen      | Italien    | Patrick Pigneter Florian Clara | Russland   | Pawel Porschnew Iwan Lasarew   | Russland   | Alexander Jegorow Pjotr Popow  |

| Rang | Name                               | Punkte |
| ---- | ---------------------------------- | ------ |
| 01   | Patrick Pigneter – Florian Clara   | 550    |
| 02   | Pawel Porschnew – Iwan Lasarew     | 440    |
| 03   | Alexander Jegorow – Pjotr Popow    | 435    |
| 04   | Rupert Brüggler – Tobias Angerer   | 425    |
| 05   | Alexei Martjanow – Iwan Rodin      | 331    |
| 06   | Armin Folie – Simone Gaio          | 276    |
| 07   | Adam Jędrzejko – Patrick Budny     | 223    |
| 08   | Andriy Demchuk – Myroslav Lenko    | 165    |
| 09   | Josef Limmer – Simon Dietz         | 126    |
| 10   | Stanislaw Kowschik – Ilja Tarassow | 120    |